# Giovanni Francesco Bembo

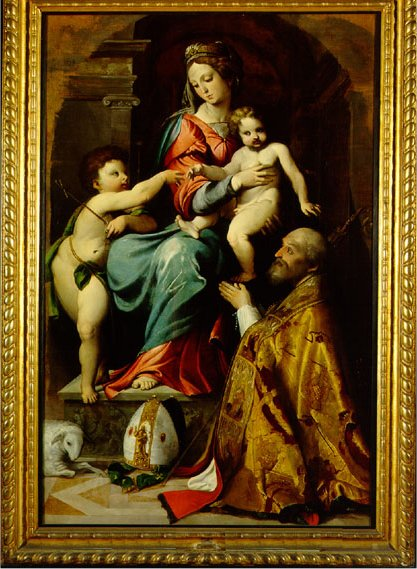
Virgen con el niño, San Juanito y San Nicolás

Giovanni Francesco Bembo, también conocido como Il Vetraio, fue un pintor renacentista italiano activo en Cremona, donde habría introducido los modelos renacentistas centroitalianos.

## Biografía
Hijo de un mediocre pintor de Cremona, su verdadero maestro fue Boccaccio Boccaccino, uno de los principales representantes de la escuela pictórica cremonesa. Es posible que Bembo acompañara al maestro en su viaje Florencia y Roma (1514). Poco después iniciaría su carrera como artista independiente, pintando al fresco la Epifanía y la Presentación en el templo en la catedral de Cremona (1515), firmando el primero de ellos «Bembus incipiens». En estas obras se advierte la dependencia del estilo de Boccaccino, pero también las influencias de Leonardo y Rafael, que conforman un estilo ambivalente, con rasgos avanzados y reminiscencias arcaizantes superpuestas. 
Bembo siempre tuvo un cierto gusto por los efectos caricaturescos típicos del arte germánico, al igual que muchos de los pintores cremoneses. Con el tiempo su obra fue permeable a diversas influencias sucesivas, como la de sus compatriotas Girolamo Romanino y Altobello Melone. Su estilo se hizo más excéntrico, quizás debido al gran influjo que ejercieron sobre él Pordenone y Amico Aspertini. Su arte es típico de su época y de su tiempo, pues Cremona fue lugar de encuentro de los estilos lombardo y centroitaliano. Fue sensible a la maniera, pero de una forma muy limitada y superficial.

## Obras destacadas
- Presentación en el Templo (1515, Duomo de Cremona)
- Epifanía (1515, Duomo de Cremona)
- Virgen con tres santos y donante (1524, San Pietro, Cremona)
- Virgen con San Esteban (c. 1530, Museo Civico, Cremona)
- San Lorenzo (c. 1535, Museo de Bellas Artes, Budapest)
- Virgen con San Juan Bautista y un santo obispo (c. 1540, Museo Civico, Cremona)
- Escenas de la Vida de San Esteban (Accademia Carrara, Bérgamo)
  - Predicación de San Esteban
  - Expulsión de San Esteban de la sinagoga
  - Martirio de San Esteban